# Aprominta aperitta
Aprominta aperitta is een vlinder uit de familie dominomotten (Autostichidae). De wetenschappelijke naam is voor het eerst geldig gepubliceerd in 1997 door Gozmany.
Deze vlinder komt voor in Europa.